# Samsung Galaxy Note 7

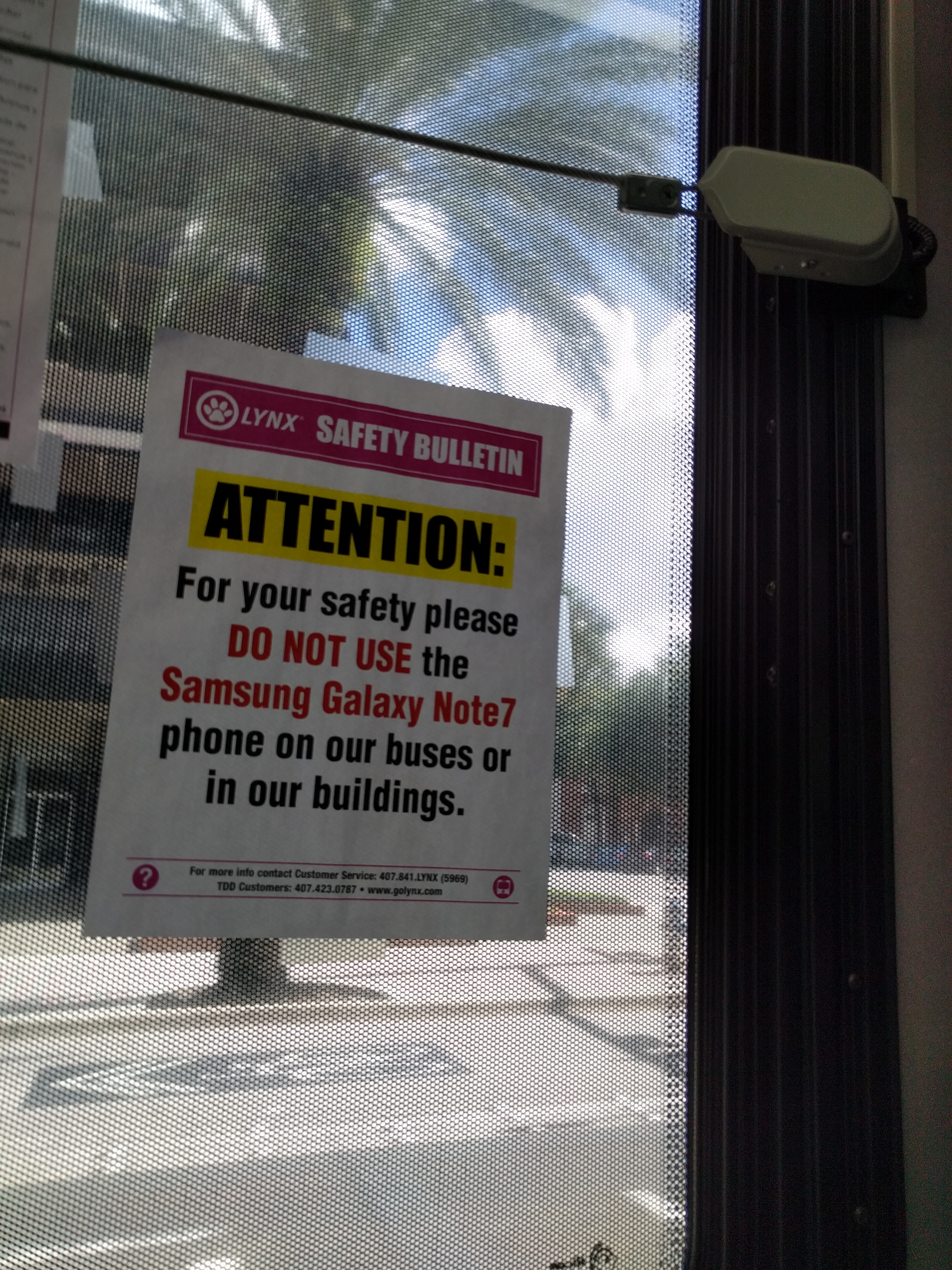
Ostrzeżenie w autobusie przewoźnika Lynx w Orlando, USA

Samsung Galaxy Note 7 – smartfon z systemem Android południowokoreańskiej firmy Samsung z serii Samsung Galaxy Note. Telefon został zaprezentowany w sierpniu 2016 roku jako następca Samsunga Galaxy Note 5.
Wady baterii smartfonów Galaxy Note 7 powodowały przegrzewanie się lub eksplozje tych smartfonów. Po wstrzymaniu 12 września 2016 roku sprzedaży telefonów tego modelu w 10 krajach, 11 października całkowicie wycofano sprzedaż modelu z rynku i zaproponowano wymianę wadliwych modeli na inne.

## Specyfikacje
Samsung Galaxy Note 7 został wyposażony w system operacyjny Android Marshmallow. Urządzenie ma 4 GB pamięci RAM oraz 64 GB pamięci wewnętrznej telefonu. Galaxy Note 7 został wyposażony w ośmiordzeniowy procesor Samsung Exynos 8890 oraz baterię o pojemności 3500 mAh. Galaxy Note 7 zawiera 2 aparaty, jeden tylny 12-megapikselowy oraz jeden 5-megapikselowy aparat przedni. Ekran telefonu ma przekątną 5,7 cala. Wymiary urządzenia to 153,5 × 73,9 × 7,9 mm, a jego masa wynosi 169 g.

## Galeria

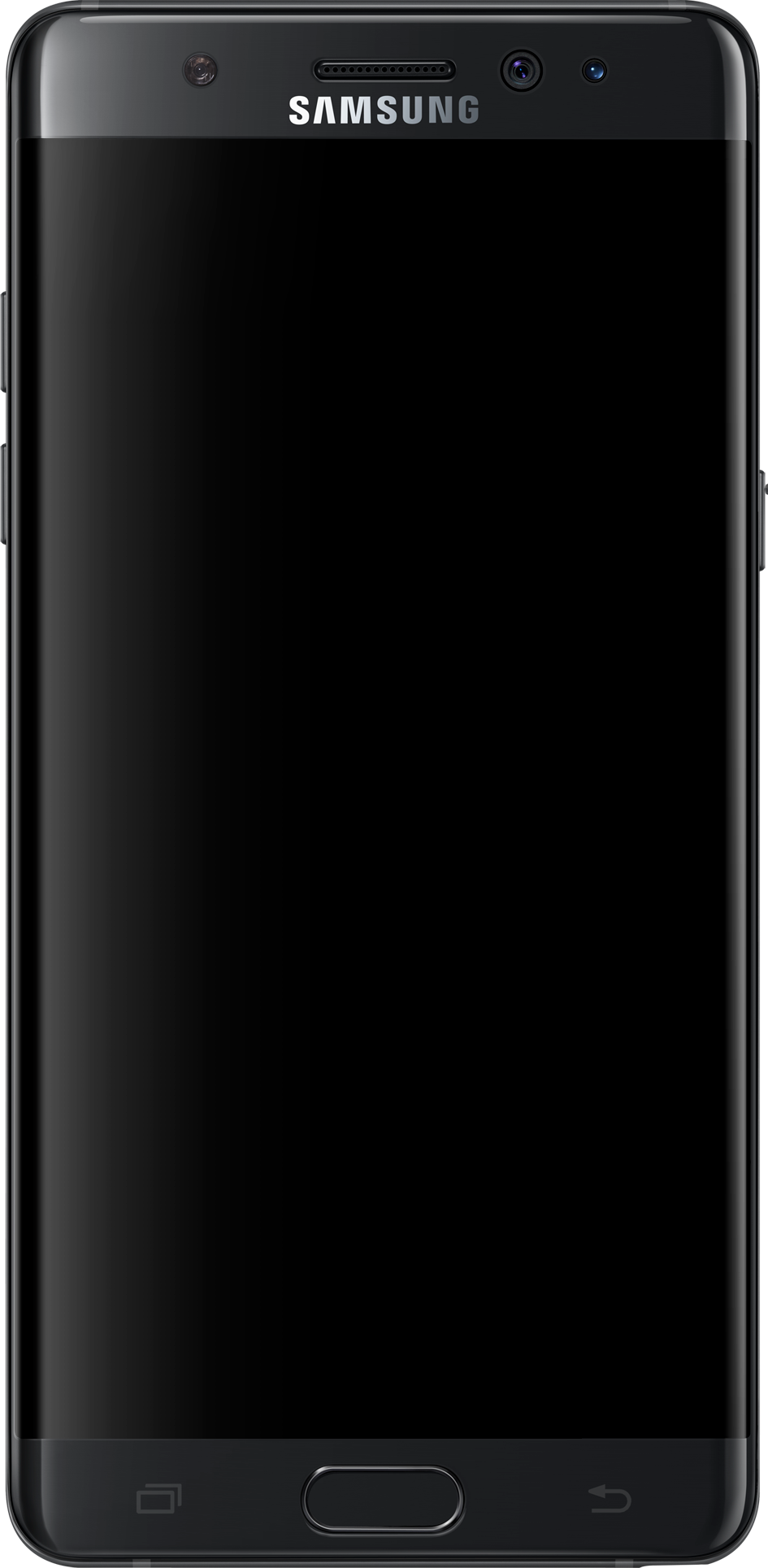
Przód telefonu
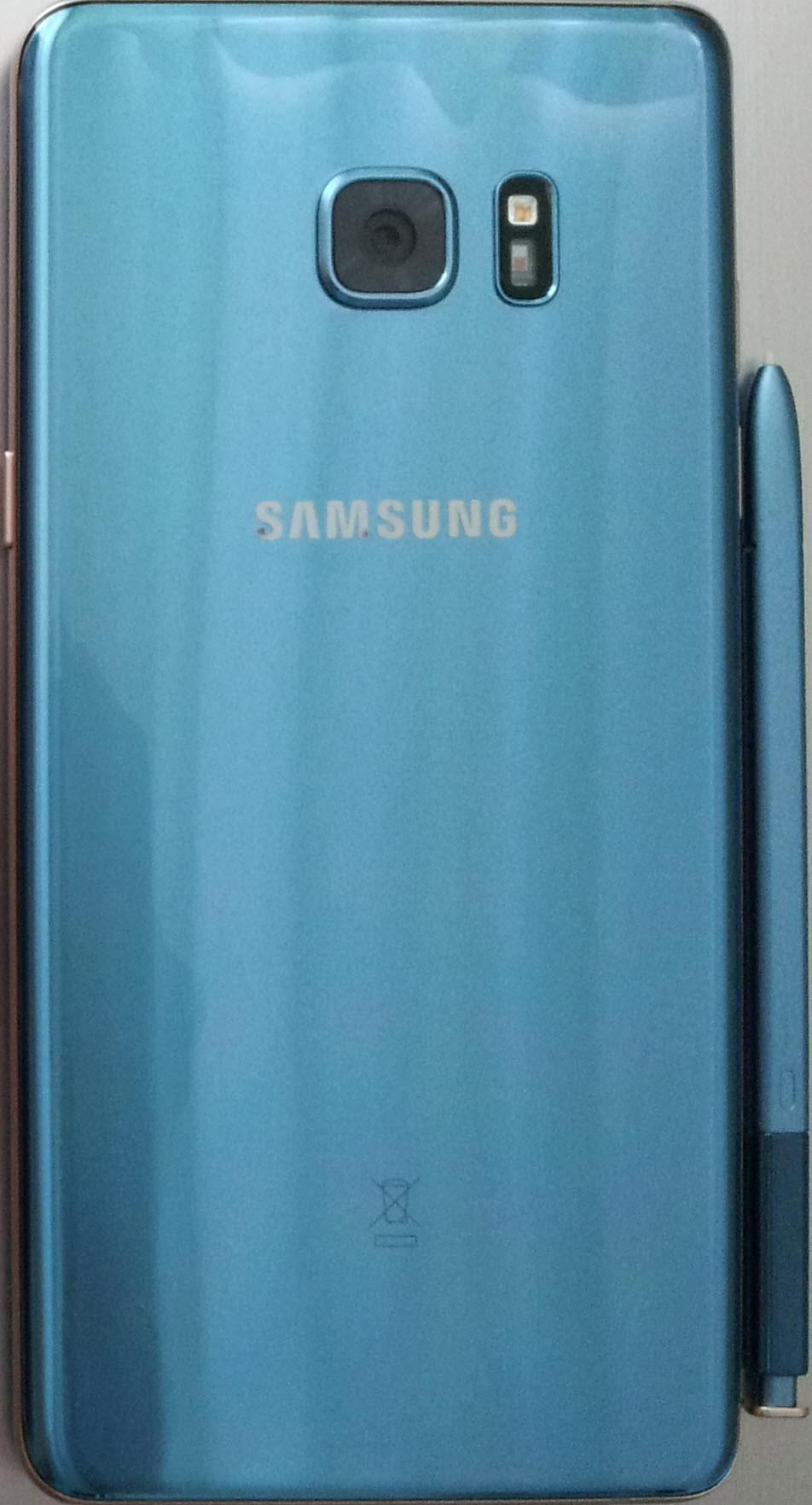
Tył telefonu
Logo telefonu